# Міка Ганнула
Міка Ганнула (швед. Mika Hannula; нар. 2 квітня 1979, Стокгольм) — шведський хокеїст фінського походження, що грав на позиції крайнього нападника. Виступав за збірну команду Швеції.

## Ігрова кар'єра
Вихованець столичного клубу АІК, де і розпочав ігрову кар'єру в молодіжній команді. Згодом захищав кольори молодіжних команд Лукко, Юргорден. Дебютував на професійному рівні за клуб першого дивізіону «Лідінге» в сезоні 1998/99.  Відігравши рік за Гаммарбю влітку 2000 переходить до Мальме Редгокс з яким укладає контракт. 
2002 року був обраний на драфті НХЛ під 267-м загальним номером командою «Міннесота Вайлд».
Відігравши сезон за «Х'юстон Аерос» (АХЛ) у квітні 2005 повернувся до «Мальме Редгокс».
З 2006 по 2007 роки виступав за шведський ГВ-71.
З 2007 по 2011 роки в кар'єрі Ханнули був російський період. За цей час він встиг пограти за «Локомотив» (Ярославль), СКА (Санкт-Петербург), ЦСКА (Москва), Салават Юлаєв та Металург (Магнітогорськ).
3 серпня 2011 року підписав контракт з шведським клубом МОДО. 5 листопада 2011 цей контракт завершився.
21 листопада 2011 року, клуб СМ-Л Еспоо Блюз уклав з ним угоду на поточний сезон.
З 2013 по 2014 роки захищав кольори фінського ГІФКа та німецького Кельнер Гайє, де і завершив свою ігрову кар'єру.

## Збірна
У складі молодіжної збірної Швеції срібний призер чемпіонату світу 2003 року. 
У складі національної збірної Швеції Олімпійський чемпіон у Турині та чемпіон світу 2006 в Латвії.

## Досягнення та нагороди
- Учасник матчу усіх зірок Елітсерії — 2002.
- Срібний призер чемпіонату світу — 2003.
- Олімпійський чемпіон — 2006.
- Чемпіон світу — 2006.

## Статистика

### Клубні виступи
| Сезон              | Клуб                     | Ліга               | Регулярний сезон | Регулярний сезон | Регулярний сезон | Регулярний сезон | Регулярний сезон | Плей-оф | Плей-оф | Плей-оф | Плей-оф | Плей-оф |
| Сезон              | Клуб                     | Ліга               | І                | Г                | П                | О                | ШХ               | І       | Г       | П       | О       | ШХ      |
| ------------------ | ------------------------ | ------------------ | ---------------- | ---------------- | ---------------- | ---------------- | ---------------- | ------- | ------- | ------- | ------- | ------- |
| 1996–97            | АІК                      | Шве Jr             | 26               | 4                | 4                | 8                | 58               | —       | —       | —       | —       | —       |
| 1997–98            | Лукко                    | Фін Jr             | 6                | 2                | 0                | 2                | 36               | —       | —       | —       | —       | —       |
| 1997–98            | Юргорден                 | Шве Jr             | 14               | 10               | 6                | 16               | 22               | —       | —       | —       | —       | —       |
| 1998–99            | Лідінге                  | ШВЕ II             | 32               | 10               | 0                | 10               | 47               | —       | —       | —       | —       | —       |
| 1999–2000          | Гаммарбю                 | Аллсв              | 43               | 10               | 10               | 20               | 53               | 2       | 0       | 0       | 0       | 2       |
| 2000–01            | Мальме Редгокс           | Шве Jr             | 1                | 1                | 1                | 2                | 0                | —       | —       | —       | —       | —       |
| 2000–01            | Мальме Редгокс           | Елітсерія          | 45               | 2                | 9                | 11               | 26               | 8       | 3       | 2       | 5       | 14      |
| 2001–02            | Мальме Редгокс           | Елітсерія          | 41               | 10               | 7                | 17               | 14               | 5       | 2       | 1       | 3       | 0       |
| 2002–03            | Мальме Редгокс           | Елітсерія          | 49               | 15               | 15               | 30               | 72               | —       | —       | —       | —       | —       |
| 2003–04            | «Х'юстон Аерос»          | АХЛ                | 67               | 9                | 18               | 27               | 59               | —       | —       | —       | —       | —       |
| 2004–05            | Мальме Редгокс           | Елітсерія          | 47               | 14               | 9                | 23               | 71               | —       | —       | —       | —       | —       |
| 2005–06            | ГВ-71                    | Елітсерія          | 45               | 13               | 18               | 31               | 62               | 12      | 3       | 8       | 11      | 22      |
| 2006–07            | ГВ-71                    | Елітсерія          | 18               | 9                | 6                | 15               | 64               | —       | —       | —       | —       | —       |
| 2006–07            | Локомотив (Ярославль)    | РС                 | 23               | 7                | 8                | 15               | 32               | 5       | 0       | 3       | 3       | 10      |
| 2007–08            | СКА (Санкт-Петербург)    | РС                 | 46               | 7                | 7                | 14               | 34               | 9       | 1       | 0       | 1       | 4       |
| 2008–09            | ЦСКА (Москва)            | КХЛ                | 52               | 14               | 10               | 24               | 57               | 3       | 0       | 2       | 2       | 0       |
| 2009–10            | Юргорден                 | Елітсерія          | 7                | 3                | 1                | 4                | 0                | —       | —       | —       | —       | —       |
| 2009–10            | Салават Юлаєв            | КХЛ                | 13               | 3                | 7                | 10               | 4                | 16      | 2       | 3       | 5       | 18      |
| 2010–11            | Металург (Магнітогорськ) | КХЛ                | 1                | 0                | 0                | 0                | 0                | —       | —       | —       | —       | —       |
| 2010–11            | Юргорден                 | Елітсерія          | 14               | 5                | 3                | 8                | 14               | 5       | 3       | 0       | 3       | 0       |
| 2011–12            | МОДО                     | Елітсерія          | 20               | 5                | 9                | 14               | 8                | —       | —       | —       | —       | —       |
| 2011–12            | Еспоо Блюз               | СМ-ліга            | 22               | 4                | 10               | 14               | 16               | 16      | 5       | 7       | 12      | 10      |
| 2012–13            | Еспоо Блюз               | СМ-ліга            | 13               | 4                | 1                | 5                | 6                | —       | —       | —       | —       | —       |
| 2012–13            | ГІФК                     | СМ-ліга            | 14               | 5                | 4                | 9                | 4                | 6       | 1       | 1       | 2       | 12      |
| 2013–14            | Кельнер Гайє             | DEL                | 6                | 1                | 0                | 1                | 4                | 17      | 1       | 4       | 5       | 10      |
| Усього в Елітсерії | Усього в Елітсерії       | Усього в Елітсерії | 286              | 76               | 77               | 153              | 331              | 30      | 11      | 11      | 22      | 36      |
| Усього в Суперлізі | Усього в Суперлізі       | Усього в Суперлізі | 69               | 14               | 15               | 29               | 66               | 14      | 1       | 3       | 4       | 14      |

### Збірна
| Рік                | Команда            | Турнір             | І  | Г | П | О | ШХ |
| ------------------ | ------------------ | ------------------ | -- | - | - | - | -- |
| 2003               | Швеція             | ЧС                 | 9  | 2 | 0 | 2 | 2  |
| 2006               | Швеція             | ЗОІ                | 8  | 0 | 0 | 0 | 2  |
| 2006               | Швеція             | ЧС                 | 8  | 4 | 1 | 5 | 35 |
| Національна збірна | Національна збірна | Національна збірна | 25 | 6 | 1 | 7 | 39 |